# Norge i olympiska sommarspelen 2008
Norge i olympiska sommarspelen 2008 bestod av idrottare som hade blivit uttagna av Norges idrettsforbund og olympiske og paralympiske komité.
Den norska OS-truppen bestod av 85 deltagare tävlade i 16 grenar: friidrott, kanotsport, cykling, ridsport, segling, fotboll, handboll, rodd, beachvolleyboll, skytte, simning, taekwondo, tyngdlyftning och brottning.
Fanbärare vid öppningsceremonin var Ruth Kasirye.

## OS-truppen

### Regerande OS-mästare
Idrottare som tog guld vid sommar-OS 2004 i Aten:
- Olaf Tufte, rodd, singelsculler
- Siren Sundby, segling, europajolle
- Eirik Verås Larsen, kanot, K1 1000 m
- Gunn-Rita Dahle, terrängcykling
- Andreas Thorkildsen, friidrott, spjut

## Resultat

### Guldmedaljer
- Olaf Tufte, guld i singelsculler 2000 meter
- Norges damlandslag i handboll
- Andreas Thorkildsen, friidrott, spjut

### Silvermedaljer
- Alexander Dale Oen, 100 meter bröst. Satte norskt och olympisk rekord.
- Tore Brovold i skeet.
- Nina Solheim taekwondo
- Eirik Verås Larsen kanot K-1 1000 m

### Bronsmedaljer
- Sara Nordenstam, 200 meter bröst. Satte europarekord. Hon satte också norskt rekord på 400 meter medley.

### Övrigt
- Gard Kvale, satte norskt rekord på 200 meter frisim
- Ezinne Okparaebo satte norskt rekord på 100 meter löpning med 11,32 s.
- Ingvild Snildal satte norskt rekord på 100 meter fjärilsim.
- Ruth Kasirye satte norskt och nordiskt rekord i tyngdlyftning i 63-kilosklassen (224 kg).

## Brottning
| Tävlande         | Gren                             | Kvalifikation        | 1/8 Final                           | Kvartsfinal          | Semifinal            | Återkval 1           | Återkval 2           | Final                | Placering |
| Tävlande         | Gren                             | Motståndare Resultat | Motståndare Resultat                | Motståndare Resultat | Motståndare Resultat | Motståndare Resultat | Motståndare Resultat | Motståndare Resultat | Placering |
| ---------------- | -------------------------------- | -------------------- | ----------------------------------- | -------------------- | -------------------- | -------------------- | -------------------- | -------------------- | --------- |
| Stig Andre Berge | Grekisk-romersk stil, fjädervikt |                      | Nurbakyt Tengizbayev 0-2 (0-3, 0-3) | Gick inte vidare     | Gick inte vidare     |                      |                      | Gick inte vidare     |           |

## Cykling

### BMX
| Cyklist             | Gren          | Seedning | Seedning  | Kvartsfinal | Kvartsfinal | Semifinal        | Semifinal        | Final            | Final            |
| Cyklist             | Gren          | Tid      | Placering | Poäng       | Placering   | Poäng            | Placering        | Tid              | Placering        |
| ------------------- | ------------- | -------- | --------- | ----------- | ----------- | ---------------- | ---------------- | ---------------- | ---------------- |
| Sebastian Kartfjord | Herrarnas BMX | 38.688   | 30        | 19          | 28          | Gick inte vidare | Gick inte vidare | Gick inte vidare | Gick inte vidare |

### Mountainbike
Damer
| Cyklist                | Gren                  | Tid     | Placering |
| ---------------------- | --------------------- | ------- | --------- |
| Lene Byberg            | Damernas mountainbike | 1:53:19 | 13        |
| Gunn-Rita Dahle Flesjå | Damernas mountainbike | DNF     | DNF       |

### Landsväg
Herrar
| Cyklist              | Gren                | Tid              | Placering |
| -------------------- | ------------------- | ---------------- | --------- |
| Kurt Asle Arvesen    | Herrarnas linjelopp | 6:26:17 (+2:28)  | 32        |
| Edvald Boasson Hagen | Herrarnas linjelopp | 6:36:48 (+12:59) | 71        |
| Lars Petter Nordhaug | Herrarnas linjelopp | DNF              | DNF       |
| Gabriel Rasch        | Herrarnas linjelopp | DNF              | DNF       |

Damer
| Cyklist              | Gren               | Tid           | Placering |
| -------------------- | ------------------ | ------------- | --------- |
| Anita Valen de Vries | Damernas linjelopp | 3:33:17 (+53) | 26        |

## Fotboll
- Damer

| Nr          | Namn                         | Klubb                   | Född                     | SM        | Mål       |           | Gult kort · Gult kort · Rött kort | Rött kort |
| Målvakter   | Målvakter                    | Målvakter               | Målvakter                | Målvakter | Målvakter | Målvakter | Målvakter                         | Målvakter |
| ----------- | ---------------------------- | ----------------------- | ------------------------ | --------- | --------- | --------- | --------------------------------- | --------- |
| 1           | Erika Skarbø                 | Arna-Bjørnar            | 12 juni 1987             | 1         | 0         | 0         | 0                                 | 0         |
| 18          | Christine Colombo Nilsen     | Kolbotn IL              | 30 april 1982            | 0         | 0         | 0         | 0                                 | 0         |
| Försvarare  |                              |                         |                          |           |           |           |                                   |           |
| 2           | Ane Stangeland Horpestad (C) | Klepp IL                | 2 juni 1980              | 1         | 0         | 0         | 0                                 | 0         |
| 3           | Gunhild Følstad              | Trondheims-Ørn SK       | 3 november 1981          | 1         | 0         | 0         | 0                                 | 0         |
| 5           | Siri Nordby                  | Røa IL                  | 4 augusti 1978           | (1)       | 0         | 0         | 0                                 | 0         |
| 7           | Trine Rønning                | Kolbotn IL              | 14 juni 1982             | 1         | 0         | 0         | 0                                 | 0         |
| 12          | Marit Fiane Christensen      | Røa IL                  | 11 december 1980         | 1         | 0         | 0         | 0                                 | 0         |
| 15          | Marita Skammelsrud Lund      | Team Strømmen FK        | 29 januari 1989          | 0         | 0         | 0         | 0                                 | 0         |
| Mittfältare |                              |                         |                          |           |           |           |                                   |           |
| 4           | Ingvild Stensland            | Kopparbergs/Göteborg FC | 3 augusti 1981           | 1         | 0         | 0         | 0                                 | 0         |
| 6           | Marie Knutsen                | Røa IL                  | 31 augusti 1982          | 1         | 0         | 0         | 0                                 | 0         |
| 13          | Lene Storløkken              | Team Strømmen FK        | 20 juni 1981             | 1         | 0         | 0         | 0                                 | 0         |
| Anfallare   |                              |                         |                          |           |           |           |                                   |           |
| 8           | Solveig Gulbrandsen          | Kolbotn IL              | 12 januari 1981          | 1         | 0         | 0         | 0                                 | 0         |
| 9           | Isabell Herlovsen            | Kolbotn IL              | 23 juni 1988             | 0         | 0         | 0         | 0                                 | 0         |
| 10          | Melissa Wiik                 | Asker SKK               | 7 februari 1985          | 1         | 1         | 0         | 0                                 | 0         |
| 11          | Leni Larsen Kaurin           | 1. FFC Turbine Potsdam  | 21 mars 1981             | 1         | 1         | 0         | 0                                 | 0         |
| 14          | Guro Knutsen Mienna          | Røa IL                  | 10 januari 1985 age 23)  | (1)       | 0         | 0         | 0                                 | 0         |
| 16          | Elise Thorsnes               | Arna-Bjørnar            | 14 augusti 1988 age 19)  | 0         | 0         | 0         | 0                                 | 0         |
| 17          | Lene Mykjåland               | Røa IL                  | 20 februari 1987 age 21) | (1)       | 0         | 0         | 0                                 | 0         |
| Coach       |                              |                         |                          |           |           |           |                                   |           |
|             | Bjarne Berntsen              |                         | 21 december 1956         |           |           |           |                                   |           |

- Grupp G

| Lag         | S | V | O | F | GM | IM | MS | P |
| ----------- | - | - | - | - | -- | -- | -- | - |
| USA         | 3 | 2 | 0 | 1 | 5  | 2  | +3 | 6 |
| Norge       | 3 | 2 | 0 | 1 | 4  | 5  | −1 | 6 |
| Japan       | 3 | 1 | 1 | 1 | 7  | 4  | +3 | 4 |
| Nya Zeeland | 3 | 0 | 1 | 2 | 2  | 7  | −5 | 1 |

|       | 6 augusti 2008 | Norge                    | 2 – 0           | USA | Qinhuangdao Olympic Sports Center Stadium, Qinhuangdao |                                                  |
| 19.45 | 19.45          | Larsen Kaurin 2′ Wiik 4′ | (2 – 0) Rapport |     | Publik: 17 673 Domare: Nicole Petignat (Schweiz)       | Publik: 17 673 Domare: Nicole Petignat (Schweiz) |
| 19.45 | 19.45          |                          |                 |     | Publik: 17 673 Domare: Nicole Petignat (Schweiz)       | Publik: 17 673 Domare: Nicole Petignat (Schweiz) |
| 19.45 | 19.45          |                          |                 |     | Publik: 17 673 Domare: Nicole Petignat (Schweiz)       | Publik: 17 673 Domare: Nicole Petignat (Schweiz) |

|       | 9 augusti 2008 | Nya Zeeland | 0 – 1           | Norge   | Qinhuangdao Olympic Sports Center Stadium, Qinhuangdao |                                                  |
| 19.45 | 19.45          |             | (0 – 1) Rapport | 8′ Wiik | Publik: 7 285 Domare: Estela Alvarez (Argentina)       | Publik: 7 285 Domare: Estela Alvarez (Argentina) |
| 19.45 | 19.45          |             |                 |         | Publik: 7 285 Domare: Estela Alvarez (Argentina)       | Publik: 7 285 Domare: Estela Alvarez (Argentina) |
| 19.45 | 19.45          |             |                 |         | Publik: 7 285 Domare: Estela Alvarez (Argentina)       | Publik: 7 285 Domare: Estela Alvarez (Argentina) |

|       | 12 augusti 2008 | Norge       | 1 – 5           | Japan                                                   | Shanghai-stadion, Shanghai                                  |                                                             |
| 19.45 | 19.45           | Knutsen 27′ | (1 – 1) Rapport | 31′ Kinga 51′ (sjm.) Følstad 52′ Ohno 71′ Sawa 83′ Hara | Publik: 16 872 Domare: Shane de Silva (Trinidad and Tobago) | Publik: 16 872 Domare: Shane de Silva (Trinidad and Tobago) |
| 19.45 | 19.45           |             |                 |                                                         | Publik: 16 872 Domare: Shane de Silva (Trinidad and Tobago) | Publik: 16 872 Domare: Shane de Silva (Trinidad and Tobago) |
| 19.45 | 19.45           |             |                 |                                                         | Publik: 16 872 Domare: Shane de Silva (Trinidad and Tobago) | Publik: 16 872 Domare: Shane de Silva (Trinidad and Tobago) |

- Slutspel

|  | Kvartsfinal | Kvartsfinal | Kvartsfinal |     |         | Semifinal | Semifinal | Semifinal |            |            | Final      | Final      | Final |
|  |             |             |             |     |         |           |           |           |            |            |            |            |       |
|  | F1          | Brasilien   | 2           |     |         |           |           |           |            |            |            |            |       |
|  | G2          | Norge       | 1           |     |         |           |           |           |            |            |            |            |       |
|  | G2          | Norge       | 1           |     | F1      | Brasilien | 4         |           |            |            |            |            |       |
|  |             |             |             |     | F1      | Brasilien | 4         |           |            |            |            |            |       |
|  |             | F2          | Tyskland    | 1   |         |           |           |           |            |            |            |            |       |
|  | E2          | F2          | Tyskland    | 1   | Sverige | 0         |           |           |            |            |            |            |       |
|  | E2          |             |             |     | Sverige | 0         |           |           |            |            |            |            |       |
|  | F2          | Tyskland    | 2           |     |         |           |           |           |            |            |            |            |       |
|  |             |             |             |     |         |           |           |           |            |            | F1         | Brasilien  | 0     |
|  |             |             | G1          | USA | 1       |           |           |           |            |            |            |            |       |
|  | G1          | USA         | 2           |     |         |           |           |           |            |            |            |            |       |
|  | E3          | Kanada      | 1           |     |         |           |           |           |            |            |            |            |       |
|  | E3          | Kanada      | 1           |     | G1      | USA       | 4         |           | Bronsmatch | Bronsmatch | Bronsmatch | Bronsmatch |       |
|  |             |             |             |     | G1      | USA       | 4         |           | Bronsmatch | Bronsmatch | Bronsmatch | Bronsmatch |       |
|  |             | G3          | Japan       | 2   |         |           |           |           |            |            |            |            |       |
|  | E1          | G3          | Japan       | 2   | Kina    | 0         |           | F2        | Tyskland   | 2          |            |            |       |
|  | E1          |             |             |     | Kina    | 0         |           | F2        | Tyskland   | 2          |            |            |       |
|  | G3          | Japan       | 2           |     |         |           |           |           |            |            | G3         | Japan      | 0     |

- Kvartsfinal

|  | 15 augusti 2008 18.00 | Brasilien             | 2 – 1          | Norge             | Tianjin Olympic Centre Stadium, Tianjin |                                        |
|  |                       | Daniela 44′ Marta 57′ | (1 – 1; 1 – 0) | 83′ (str.) Nordby | Publik: 26 174 Domare: Kari Seitz, USA  | Publik: 26 174 Domare: Kari Seitz, USA |
|  |                       |                       |                |                   | Publik: 26 174 Domare: Kari Seitz, USA  | Publik: 26 174 Domare: Kari Seitz, USA |
|  |                       |                       |                |                   | Publik: 26 174 Domare: Kari Seitz, USA  | Publik: 26 174 Domare: Kari Seitz, USA |

## Friidrott
Förkortningar
- Noteringar – Placeringarna avser endast löparens eget heat
- Q = Kvalificerad till nästa omgång
- q = Kvalificerade sig till nästa omgång som den snabbaste idrottaren eller, i fältgrenarna, via placering utan att uppnå kvalgränsen.
- NR = Nationellt rekord
- N/A = Omgången ingick inte i grenen
- Bye = Idrottaren behövde inte delta i denna omgång

Herrar
Bana och landsväg
| Idrottare           | Gren       | Heat     | Heat      | Kvartsfinal | Kvartsfinal | Semifinal        | Semifinal        | Final            | Final            |
| Idrottare           | Gren       | Resultat | Placering | Resultat    | Placering   | Resultat         | Placering        | Resultat         | Placering        |
| ------------------- | ---------- | -------- | --------- | ----------- | ----------- | ---------------- | ---------------- | ---------------- | ---------------- |
| Jaysuma Saidy Ndure | 100 m      | 10.37    | 3 Q       | 10.14       | 4           | Gick inte vidare | Gick inte vidare | Gick inte vidare | Gick inte vidare |
| Jaysuma Saidy Ndure | 200 m      | 20.54    | 2 Q       | 20.45       | 3 Q         | DNS              | DNS              | Gick inte vidare | Gick inte vidare |
| Trond Nymark        | 50 km gång | i.u.     | i.u.      | i.u.        | i.u.        | i.u.             | i.u.             | DNF              | DNF              |
| Erik Tysse          | 20 km gång | i.u.     | i.u.      | i.u.        | i.u.        | i.u.             | i.u.             | 1:22:43          | 21               |
| Erik Tysse          | 50 km gång | i.u.     | i.u.      | i.u.        | i.u.        | i.u.             | i.u.             | 3:45:21          | 5                |

Fältgrenar
| Idrottare           | Gren          | Kval    | Kval      | Final    | Final     |
| Idrottare           | Gren          | Distans | Placering | Distans  | Placering |
| ------------------- | ------------- | ------- | --------- | -------- | --------- |
| Andreas Thorkildsen | Spjutkastning | 79.85   | 9 Q       | 90.57 OR | 1         |

Damer
Bana & landsväg
| Idrottare                | Gren       | Heat     | Heat      | Kvartsfinal | Kvartsfinal | Semifinal        | Semifinal        | Final            | Final            |
| Idrottare                | Gren       | Resultat | Placering | Resultat    | Placering   | Resultat         | Placering        | Resultat         | Placering        |
| ------------------------ | ---------- | -------- | --------- | ----------- | ----------- | ---------------- | ---------------- | ---------------- | ---------------- |
| Ezinne Okparaebo         | 100 m      | 11.32    | 2 Q       | 11.45       | 4           | Gick inte vidare | Gick inte vidare | Gick inte vidare | Gick inte vidare |
| Kirsten Melkevik Otterbu | Maraton    | i.u.     | i.u.      | i.u.        | i.u.        | i.u.             | i.u.             | 2:34:35          | 34               |
| Kjersti Plätzer          | 20 km gång | i.u.     | i.u.      | i.u.        | i.u.        | i.u.             | i.u.             | 1:27:07          | 2                |
| Christina Vukicevic      | 100 m häck | 13.05    | 4         | i.u.        | i.u.        | Gick inte vidare | Gick inte vidare | Gick inte vidare | Gick inte vidare |

Kombinerade grenar – Sjukamp
| Mångkampare   | Gren     | 100H  | HJ   | SP    | 200 m | LJ   | JT    | 800 m   | Final | Placering |
| ------------- | -------- | ----- | ---- | ----- | ----- | ---- | ----- | ------- | ----- | --------- |
| Ida Marcussen | Resultat | 14.07 | 1.71 | 12.97 | 25.02 | 6.06 | 47.37 | 2:14.96 | 6015  | 21*       |
| Ida Marcussen | Poäng    | 968   | 867  | 725   | 885   | 868  | 809   | 893     | 6015  | 21*       |

### Fäktning
Herrar
| Idrottare         | Gren                | Omgång 1             | Sextondelsfinal          | Åttondelsfinal    | Kvartsfinal       | Semifinal         | Final / BM        | Final / BM       |
| Idrottare         | Gren                | Motståndare Poäng    | Motståndare Poäng        | Motståndare Poäng | Motståndare Poäng | Motståndare Poäng | Motståndare Poäng | Placering        |
| ----------------- | ------------------- | -------------------- | ------------------------ | ----------------- | ----------------- | ----------------- | ----------------- | ---------------- |
| Sturla Torkildsen | Värja, individuellt | Mejías (VEN) W 12–11 | Tagliariol (ITA) L 10–15 | Gick inte vidare  | Gick inte vidare  | Gick inte vidare  | Gick inte vidare  | Gick inte vidare |

## Handboll
Damer
| Nr | Pos. | Namn                      | Födelsedatum (ålder)      | Klubb            |
| -- | ---- | ------------------------- | ------------------------- | ---------------- |
| 1  | MV   | Kari Aalvik Grimsbø       | 4 januari 1985 (23 år)    | Byåsen IL        |
| 3  | VB   | Katja Nyberg              | 24 augusti 1979 (28 år)   | Ikast-Bording EH |
| 4  | HY   | Ragnhild Aamodt           | 9 september 1980 (27 år)  | Ikast-Bording EH |
| 5  | VB   | Gøril Snorroeggen         | 15 februari 1985 (23 år)  | Byåsen IL        |
| 6  | P    | Else Marthe Sørlie Lybekk | 11 september 1978 (29 år) | Nordstrand IF    |
| 7  | HB   | Tonje Nøstvold            | 7 maj 1985 (23 år)        | Ikast-Bording EH |
| 8  | HB   | Karoline Dyhre Breivang   | 10 maj 1980 (28 år)       | Larvik HK        |
| 9  | VB   | Kristine Lunde            | 30 mars 1980 (28 år)      | Viborg HK        |
| 10 | MB   | Gro Hammerseng            | 10 april 1980 (28 år)     | Ikast-Bording EH |
| 11 | VY   | Kari Mette Johansen       | 11 januari 1979 (29 år)   | Larvik HK        |
| 13 | P    | Marit Malm Frafjord       | 25 november 1986 (21 år)  | Byåsen IL        |
| 14 | VB   | Tonje Larsen              | 26 januari 1975 (33 år)   | Larvik HK        |
| 16 | MV   | Katrine Lunde Haraldsen   | 30 mars 1980 (28 år)      | Viborg HK        |
| 18 | HB   | Linn Kristin Riegelhuth   | 1 augusti 1984 (24 år)    | Larvik HK        |

Gruppspel
| Nr | Land      | SM | V | O | F | GM  | IM  | MS  | Poäng |
| -- | --------- | -- | - | - | - | --- | --- | --- | ----- |
| 1  | Norge     | 5  | 5 | 0 | 0 | 154 | 106 | +48 | 10    |
| 2  | Rumänien  | 5  | 4 | 0 | 1 | 150 | 114 | +38 | 8     |
| 3  | Kina      | 5  | 2 | 0 | 3 | 122 | 135 | -13 | 4     |
| 4  | Frankrike | 5  | 2 | 0 | 3 | 121 | 128 | -7  | 4     |
| 5  | Kazakstan | 5  | 1 | 1 | 3 | 109 | 137 | -28 | 3     |
| 6  | Angola    | 5  | 0 | 1 | 4 | 109 | 147 | -38 | 1     |

Slutspel
|  | Kvartsfinal | Kvartsfinal | Kvartsfinal |       |               | Semifinal | Semifinal | Semifinal |            |            | Final      | Final      | Final |
|  |             |             |             |       |               |           |           |           |            |            |            |            |       |
|  | A2          | Rumänien    | 30          |       |               |           |           |           |            |            |            |            |       |
|  | B3          | Ungern      | 34          |       |               |           |           |           |            |            |            |            |       |
|  | B3          | Ungern      | 34          |       | B3            | Ungern    | 20        |           |            |            |            |            |       |
|  |             |             |             |       | B3            | Ungern    | 20        |           |            |            |            |            |       |
|  |             | B1          | Ryssland    | 22    |               |           |           |           |            |            |            |            |       |
|  | B1          | B1          | Ryssland    | 22    | Ryssland(2ÖT) | 32        |           |           |            |            |            |            |       |
|  | B1          |             |             |       | Ryssland(2ÖT) | 32        |           |           |            |            |            |            |       |
|  | A4          | Frankrike   | 31          |       |               |           |           |           |            |            |            |            |       |
|  |             |             |             |       |               |           |           |           |            |            | B1         | Ryssland   | 27    |
|  |             |             | A1          | Norge | 34            |           |           |           |            |            |            |            |       |
|  | B2          | Sydkorea    | 31          |       |               |           |           |           |            |            |            |            |       |
|  | A3          | Kina        | 23          |       |               |           |           |           |            |            |            |            |       |
|  | A3          | Kina        | 23          |       | B2            | Sydkorea  | 28        |           | Bronsmatch | Bronsmatch | Bronsmatch | Bronsmatch |       |
|  |             |             |             |       | B2            | Sydkorea  | 28        |           | Bronsmatch | Bronsmatch | Bronsmatch | Bronsmatch |       |
|  |             | A1          | Norge       | 29    |               |           |           |           |            |            |            |            |       |
|  | A1          | A1          | Norge       | 29    | Norge         | 31        |           | B3        | Ungern     | 28         |            |            |       |
|  | A1          |             |             |       | Norge         | 31        |           | B3        | Ungern     | 28         |            |            |       |
|  | B4          | Sverige     | 24          |       |               |           |           |           |            |            | B2         | Sydkorea   | 33    |

## Kanotsport
Sprint
| Kanotist           | Gren                 | Heat     | Heat      | Semifinal | Semifinal | Final    | Final     |
| Kanotist           | Gren                 | Tid      | Placering | Tid       | Placering | Tid      | Placering |
| ------------------ | -------------------- | -------- | --------- | --------- | --------- | -------- | --------- |
| Eirik Verås Larsen | Herrarnas K-1 500 m  | 1:36.439 | 2 QS      | 1:41.927  | 2 Q       | 1:37.949 | 4         |
| Eirik Verås Larsen | Herrarnas K-1 1000 m | 3:29.043 | 1 QF      | BYE       | BYE       | 3:27.342 | 2         |

## Ridsport

### Hoppning
| Ryttare                                                        | Häst      | Gren                  | Kval     | Kval      | Kval     | Kval     | Kval      | Kval             | Kval             | Kval             | Final            | Final            | Final            | Final            | Final            | Totalt   | Totalt    |
| Ryttare                                                        | Häst      | Gren                  | Omgång 1 | Omgång 1  | Omgång 2 | Omgång 2 | Omgång 2  | Omgång 3         | Omgång 3         | Omgång 3         | Omgång A         | Omgång A         | Omgång B         | Omgång B         | Omgång B         | Totalt   | Totalt    |
| Ryttare                                                        | Häst      | Gren                  | Straff   | Placering | Straff   | Totalt   | Placering | Straff           | Totalt           | Placering        | Straff           | Placering        | Straff           | Totalt           | Placering        | Straff   | Placering |
| -------------------------------------------------------------- | --------- | --------------------- | -------- | --------- | -------- | -------- | --------- | ---------------- | ---------------- | ---------------- | ---------------- | ---------------- | ---------------- | ---------------- | ---------------- | -------- | --------- |
| Morten Djupvik                                                 | Casino    | Individuell hoppning  | 1        | =14       | 12       | 13       | 33 Q      | 4                | 17               | 23 Q             | 4                | 11               | 4                | 8                | 7                | 8        | 10        |
| Stein Endresen                                                 | Le Beau   | Individuell hoppning  | 0        | =1        | 4        | 4        | 8 Q       | 12               | 16               | 18 Q             | 0                | =1               | 16               | 16               | 18               | 16       | 16        |
| Geir Gulliksen                                                 | L'Espoir  | Individuell hoppning  | 13       | 65        | 12       | 25       | 51        | Gick inte vidare | Gick inte vidare | Gick inte vidare | Gick inte vidare | Gick inte vidare | Gick inte vidare | Gick inte vidare | Gick inte vidare | 25       | 51        |
| Tony André Hansen                                              | Camiro 19 | Individuell hoppning  | 1        | =14       | 1        | 2        | 4 Q       | 1                | 3                | 1 Q              | Withdrew         | Withdrew         | Withdrew         | Withdrew         | Withdrew         | Withdrew | Withdrew  |
| Morten Djupvik Stein Endresen Geir Gulliksen Tony André Hansen | Se ovan   | Lagtävling i hoppning | i.u.     | i.u.      | i.u.     | i.u.     | i.u.      | i.u.             | i.u.             | i.u.             | 28               | 10               | 21               | 49               | 10               | 49       | DSQ*      |

## Rodd
Herrar
| Idrottare  | Gren          | Heat    | Heat      | Kvartsfinal | Kvartsfinal | Semifinal | Semifinal | Final   | Final     | Final |
| Idrottare  | Gren          | Tid     | Placering | Tid         | Placering   | Tid       | Placering | Tid     | Placering |       |
| ---------- | ------------- | ------- | --------- | ----------- | ----------- | --------- | --------- | ------- | --------- | ----- |
| Olaf Tufte | Singelsculler | 7:20,20 | 1 QF      | 6:53,59     | 1 SA/B      | 6:58,23   | 2 FA      | 6:59,83 | 1         |       |

## Segling
Herrar
| Seglare       | Gren  | Lopp | Lopp | Lopp | Lopp | Lopp | Lopp | Lopp | Lopp | Lopp | Lopp | Lopp | Summerad poäng | Finalplacering |
| Seglare       | Gren  | 1    | 2    | 3    | 4    | 5    | 6    | 7    | 8    | 9    | 10   | M*   | Summerad poäng | Finalplacering |
| ------------- | ----- | ---- | ---- | ---- | ---- | ---- | ---- | ---- | ---- | ---- | ---- | ---- | -------------- | -------------- |
| Kristian Ruth | Laser | 10   | 11   | 17   | 10   | 3    | 8    | 13   | 21   | 38   | CAN  | 16   | 109            | 10             |

M = Medaljlopp; EL = Eliminerad – gick inte vidare till medaljloppet;
Damer
| Seglare                                                  | Gren         | Lopp | Lopp | Lopp | Lopp | Lopp | Lopp | Lopp | Lopp | Lopp | Lopp | Lopp | Summerad poäng | Finalplacering |
| Seglare                                                  | Gren         | 1    | 2    | 3    | 4    | 5    | 6    | 7    | 8    | 9    | 10   | M*   | Summerad poäng | Finalplacering |
| -------------------------------------------------------- | ------------ | ---- | ---- | ---- | ---- | ---- | ---- | ---- | ---- | ---- | ---- | ---- | -------------- | -------------- |
| Jannicke Stålstrøm                                       | RS:X         | 7    | DSQ  | 2    | 12   | 9    | 10   | 15   | 13   | 21   | 18   | EL   | 117            | 15             |
| Cathrine Gjerpen                                         | Laser radial | 26   | 27   | 24   | 27   | 23   | 28   | 23   | 27   | 25   | CAN  | EL   | 202            | 28             |
| Lise Birgitte Frederiksen Alexandra Koefoed Siren Sundby | Yngling      | 12   | 13   | 5    | 1    | 3    | 13   | 12   | 11   | CAN  | CAN  | 7    | 71             | 10             |

M = Medaljlopp; EL = Eliminerad – gick inte vidare till medaljloppet;
Öppen
| Seglare                           | Gren      | Lopp | Lopp | Lopp | Lopp | Lopp | Lopp | Lopp | Lopp | Lopp | Lopp | Lopp | Lopp | Lopp | Lopp | Lopp | Lopp | Summerad poäng | Finalplacering |
| Seglare                           | Gren      | 1    | 2    | 3    | 4    | 5    | 6    | 7    | 8    | 9    | 10   | 11   | 12   | 13   | 14   | 15   | M    | Summerad poäng | Finalplacering |
| --------------------------------- | --------- | ---- | ---- | ---- | ---- | ---- | ---- | ---- | ---- | ---- | ---- | ---- | ---- | ---- | ---- | ---- | ---- | -------------- | -------------- |
| Peer Moberg                       | Finnjolle | 23   | DSQ  | 11   | 19   | 22   | 1    | DSQ  | 4    | CAN  | CAN  | i.u. | i.u. | i.u. | i.u. | i.u. | EL   | 107            | 19             |
| Frode Bovim Christopher Gundersen | 49er      | 11   | 13   | 18   | 7    | 10   | 8    | 14   | 11   | 13   | 19   | 12   | 11   | CAN  | CAN  | CAN  | EL   | 128            | 13             |

M = Medaljlopp; EL = Eliminerad – gick inte vidare till medaljloppet;

## Taekwondo
| Idrottare    | Gren            | Åttondelsfinaler     | Kvartsfinaler        | Semifinaer                | Återkval             | Bronsmatch           | Final                | Final     |
| Idrottare    | Gren            | Motståndare Resultat | Motståndare Resultat | Motståndare Resultat      | Motståndare Resultat | Motståndare Resultat | Motståndare Resultat | Placering |
| ------------ | --------------- | -------------------- | -------------------- | ------------------------- | -------------------- | -------------------- | -------------------- | --------- |
| Nina Solheim | Damernas +67 kg | Abd Rabo (EGY) W 9–3 | Che C C (MAS) W 3–1  | Falavigna (BRA) W 2–2 SUP | Bye                  | Bye                  | Espinoza (MEX) L 1–3 | 2         |